# Palestina (Caldas)
Palestina – miasto w Kolumbii, w departamencie Caldas.